# 西尾市立白浜小学校
西尾市立白浜小学校（にしおしりつ しらはましょうがっこう）は、愛知県西尾市吉良町白浜新田にある公立小学校。

## 校区
- 吉良町富好新田、吉良町小山田、吉良町乙川、吉良町宮崎、吉良町白浜新田が校区である。公立中学校に進む場合は西尾市立吉良中学校に進学する[1]。
- 旧・幡豆郡吉良町東部の小学校であり、かつての幡豆郡吉田町のうち矢崎川より東が校区である。

## 沿革
- 1958年（昭和33年）4月1日 - 乙川小学校[注釈 1]と宮崎小学校[注釈 2]を統合し、吉良町立白浜小学校として開校。校区は、旧・乙川小学校校区（旧・保定村（乙川・富好新田・白浜新田・小山田））と旧・宮崎小学校校区（旧・宮崎村（宮崎））に、吉田小学校の校区の一部を加える。校地はかつて饗庭塩の塩田だった場所であり、1929年（昭和4年）の第二次製塩地整理によって廃止された場所である。
- 1966年（昭和41年）7月 - プールが完成する。
- 1979年（昭和54年）12月 - 新校舎（鉄筋コンクリート造3階建・現在の西校舎。）が完成する。
- 1981年（昭和56年）7月 - プールを改築する。
- 1983年（昭和58年）2月 - 体育館が完成する。
- 1987年（昭和62年）3月 - 校舎（鉄筋コンクリート造3階建・現在の東校舎。）が完成する。
- 2011年（平成23年）4月1日 - 吉良町が西尾市に編入される。同時に西尾市立白浜小学校に改称する。

## 交通アクセス
- 名鉄西尾線・蒲郡線吉良吉田駅下車、徒歩約15分。
- ふれんどバス「吉良高校」バス停より徒歩約3分。

## 周辺施設
- 愛知県立吉良高等学校
- 西尾市塩田体験館 吉良饗庭塩の里
- 白浜保育園
- 正法寺古墳
- 吉田港
- 名鉄西尾線・蒲郡線吉良吉田駅